# 2001
|  | Per a altres significats, vegeu «2001 (desambiguació)». |

2001 (MMI) fon un any normal del calendari gregorià començat en dilluns.

## Esdeveniments
Països Catalans
- 4 de març, Andorra: s'hi celebren eleccions parlamentàries que guanya, per majoria absoluta, la Unió Liberal, encapçalada per Marc Forné, que esdevindrà president del govern.
- 16 de març, Internet: S'inicia l'edició de la Viquipèdia en català.
- 20 de març, Països Catalans: La Fundació Wikimedia posa a disposició dels internautes la Viquipèdia en català.
- 1 de juny, Artà: Obre el nou Teatre d'Artà, per a totes les arts escèniques, que succeeix el Teatre Principal, cremat el 1984.[1]
- 23 de juliol, València: Constitució de l'Acadèmia Valenciana de la Llengua.
- 10 d'octubre, Xàtivaː S’inaugura el nou Gran Teatre de Xàtiva, amb la posada en escena del musical «Greasse Tour».[2]
- 23 de novembre: Es constitueix l'Associació .CAT per tal de liderar la campanya del .cat per al domini d'Internet de llengua i cultura en català
- Tot l'any: Commemoració del 125è aniversari del naixement de Víctor Balaguer i Cirera

Resta del món
- 21 de gener, Dakar: L'alemanya Jutta Kleinschmidt es converteix en la primera dona que guanya el Ral·li Dakar.[3]
- 10 de març, Europa: Es funda la Free Software Foundation Europe, una organització no governamental i sense ànim de lucre, que treballa en tots els aspectes relacionats amb el programari lliure, especialment el Projecte GNU, a Europa.
- 23 de març, Oceà Pacífic, prop de les illes Fiji: l'estació orbital russa MIR es destrueix en entrar a l'atmosfera.
- Març, Itàlia: es funda l'associació Els pobles més bonics d'Itàlia que promou els petits centres habitats italians qualificats amb un "gran interès històric i artístic" que decideixen d'associar-s'hi.
- 23 d'abril, Madrid: Joan Carles de Borbó declara: «Nunca fue la nuestra lengua de imposición, sino de encuentro. A nadie se le obligó nunca a hablar en castellano. Fueron los pueblos más diversos quienes hicieron suyo, por voluntad libérrima, el idioma de Cervantes.» cosa que encén els sentiments del catalanisme.[4]
- 1 de juny, Israel: Atemptat contra el Delfinari de Tel-Aviv.
- 20 de juliol, Gènova, Itàlia: Mor Carlo Giuliani, activista antiglobalització, en un enfrontament amb la policia.
- 5 de setembre, EUA: es publica el primer número d'Alias que presenta el personatge de Jessica Jones, creada per Brian Michael Bendis i Michael Gaydos.
- 11 de setembre, Estats Units: Atemptats de l'11 de setembre de 2001 dos avions conduïts per segrestadors suïcides de l'organització Al-Qaida s'estavellen un contra cadascuna de les Torres Bessones de Nova York i en causen la destrucció total; hi moren gairebé 3.000 persones; un tercer avió s'estavella contra el Pentàgon i un altre cau a l'oest de Pennsilvània, abans d'arribar a l'objectiu. L'atemptat desencadenarà un enduriment en la política exterior dels EUA encarnada sota el lema "Guerra global contra el terrorisme" desenvolupada pels governs Bush i que conduiran a la Guerra de l'Afganistan i la invasió de l'Iraq de 2003.
- 23 d'octubre, Tony Fadell i Apple posen a la venda el primer iPod.[5]
- 25 d'octubre, Seattle, estat de Washington, EUA: Microsoft inicia la comercialització del sistema operatiu Windows XP.
- 8 de novembre, Huelva, Andalusia: S'inaugura l'Estadi Nuevo Colombino, l'estadi de futbol del Recreativo de Huelva.
- 15 de desembre, Pisa, Itàlia: Es reobre el públic la Torre de Pisa, després d'una dècada d'obres per la reconstrucció i estabilització.
- L'Estat francès crea l'Observatoire National sur les Effets du Réchauffement Climatique
- El matemàtic català Eduardo Casas-Alvero enuncia la Conjectura de Casas-Alvero.
- Es fa pública la consecució de la seqüenciació del genoma humà en el Projecte Genoma Humà.

### Cinema i televisió

| M/d   | Direcció        | Títol                | Gènere    |
| ----- | --------------- | -------------------- | --------- |
| 10/28 | Peter Docter    | Monsters, Inc.       | animació  |
| 01/31 | Christophe Gans | El pacte dels llops  | fantàstic |
| 12/13 | Ron Howard      | Una ment meravellosa | drama     |
| 01/19 | Richard Kelly   | Donnie Darko         | fantàstic |

Categoria principal: Pel·lícules del 2001

### Música i ràdio
| M/d | Artistes     | Títol    | Estils |
| --- | ------------ | -------- | ------ |
|     | Antònia Font | A Rússia | pop    |

Categoria principal: Discs del 2001
El 18 de maig, la UNESCO afegí el Misteri d'Elx a la categoria de Patrimoni Cultural Immaterial de la Humanitat.

### Premis Nobel
| Camp                  | Guardonats                                                 |
| --------------------- | ---------------------------------------------------------- |
| Física                | - Eric A. Cornell - Wolfgang Ketterle - Carl E. Wieman     |
| Química               | - William S. Knowles - Ryoji Noyori - Karl Barry Sharpless |
| Medicina o Fisiologia | - Leland H. Hartwell - Tim Hunt - Paul Nurse               |
| Literatura            | - V. S. Naipaul                                            |
| Pau                   | - Nacions Unides - Kofi Annan                              |
| Economia              | - George Akerlof - Michael Spence - Joseph E. Stiglitz     |

### Tecnologia i videojocs
Enguany eixiren a la venda les consoles Game Boy Advance i GameCube, ambdós de Nintendo.
- Distribució del videojoc Ballistics.

## Naixements
| M/d   | Nom i llinatges       | Activitat | Origen        |
| ----- | --------------------- | --------- | ------------- |
|       | Victoria Díez Sanjuan | pilotaire | valentina     |
| 02/21 | Isabella Acres        | actriu    | estatunidenca |
| 04/04 | Daniel Avilés         | actor     | madrileny     |
| 06/03 | Ahed Tamimi           | activista | palestina     |

Les persones nascudes el 2001 faran 24 anys el 2025.
Països Catalans
- 28 de març, l'Hospitalet de Llobregat: María Vicente García, atleta d'heptatló catalana.[6]
- 12 d'agost, Montcada i Reixac, Vallès Occidental: Claudia Pina, futbolista catalana que juga com a davantera a la Primera divisió.[7]

Resta del món
- 21 de gener, Salmon Arm, Canadà: Natalie Wilkie, esquiadora de fons paralímpica canadenca.[8]
- 10 de març, Hammond, Louisiana: Alyssa Carson, astronauta i conferenciant estatunidenca.
- 18 de desembre, Los Angeles, Califòrnia, EUA: Billie Eilish, cantant i compositora nord-americana.[9]

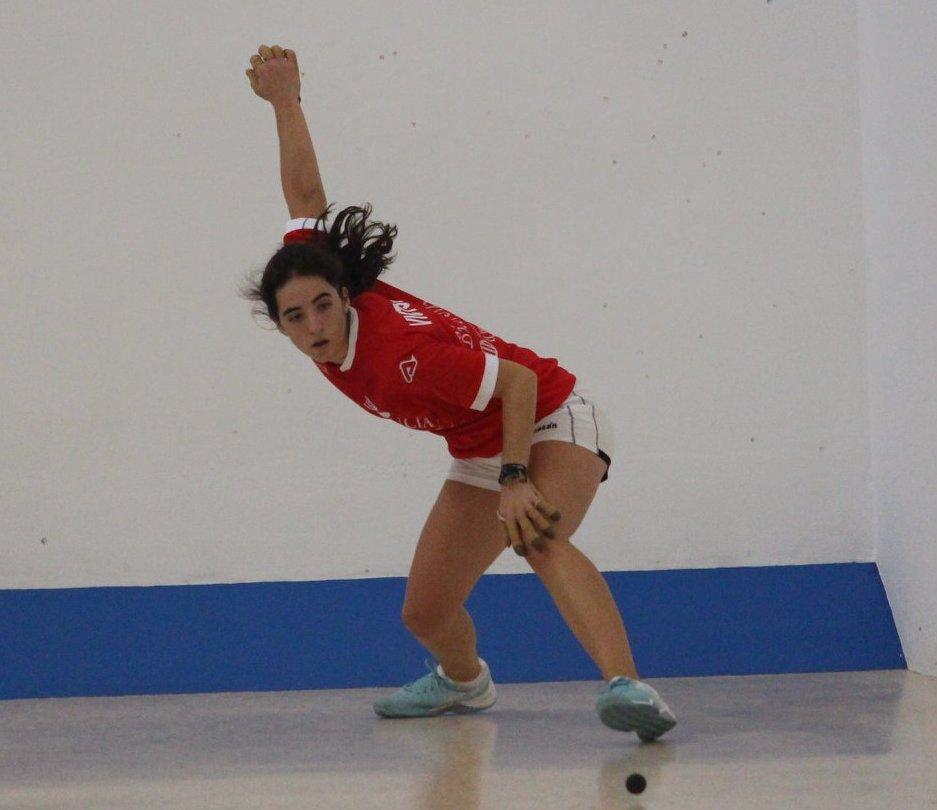
Victoria Díez
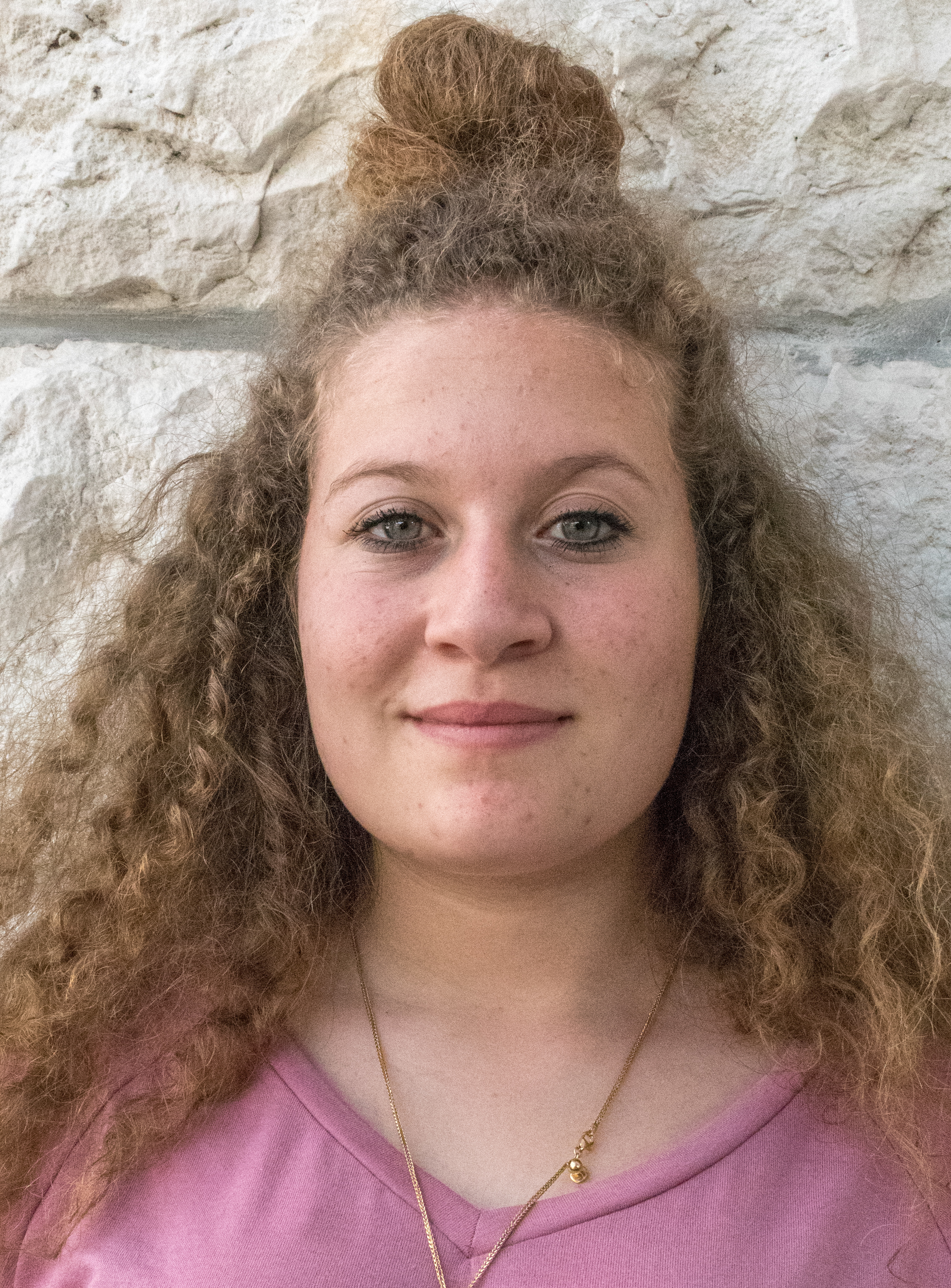
Ahed Tamimi

## Necrològiques
| M/d   | Nom i llinatges         | Activitat     | Origen       | E  |
| ----- | ----------------------- | ------------- | ------------ | -- |
| 12/02 | Helena Jubany i Lorente | bibliotecària | mataronina   | 27 |
| 08/25 | Aaliyah                 | cantant       | novaiorquesa | 22 |

Entre les morts destacades de l'any hi ha els actors Anthony Quinn, Francisco Rabal i Jack Lemmon, els cantants Gilbert Bécaud i Renato Carosone, el fotògraf Alberto Korda, el guitarrista Chet Atkins, l'historiador de l'art Ernst Gombrich, la il·lustradora Tove Jansson, el periodista Ramon Barnils i els músics George Harrison, John Lee Hooker i Joey Ramone. També tingué lloc l'assassinat d'Helena Jubany.
Països Catalans
- 5 de gener, 
  - Barcelona: Anna Maria de Saavedra i Macià, poetessa catalana (n. 1905).[10]
  - El Vendrell: Josep Cañas i Cañas, escultor i dibuixant (n. 1905).[11]
- 15 de febrer, Barcelona: Anna Ricci, mezzosoprano dedicada al cant, la recuperació de la lírica antiga i l'ensenyament (n.1930).[12]
- 7 de març, Barcelona: Salvador Mel·lo i Nicola, ballarí i coreògraf de dansa catalana (n. 1930).[13]
- 11 de març, Palma: Pere Quetglas, àlies Xam, promotor cultural, educador i artista mallorquí (85 anys).
- 14 de març, Reus, Baix Camp: Ramon Barnils, periodista català.[14]
- 19 de març, Barcelona: Trinidad Sánchez-Pacheco, historiadora de l'art i directora museística a Barcelona (n. 1931).[15]
- 16 d'abril, València, País Valencià: Josep Maria Simó Nogués, empresari i financer valencià.
- 8 de juny, Barcelona: Griselda Pascual i Xufré, científica catalana vinculada a la investigació matemàtica i a la docència (n. 1926).[16]
- 27 de juny, Bella Dorita, pseudònim de María Yáñez, vedet andalusa instal·lada a Barcelona, referent del Paral·lel barceloní (n. 1901).[17]
- 30 de juliol, Calonge, Baix Empordà: Lluís Vilar i Subirana, historiador i activista cultural català.
- 1 d'agost, Barcelona: Maria del Carme Ponsati Capdevila, nedadora catalana (n. 1923).[18]
- 19 d'agost, Alzira, Ribera Alta: Perfecto Garcia Chornet, pianista valencià (n. 1941).
- 12 de setembre, Tolosa de Llenguadoc: Dolors Prat i Coll, la petita Montseny, líder anarcosindicalista catalana.[19]
- 19 de novembre, Londres, Raimunda Elías Marca, mestra, primera aviadora de vol sense motor, a l'estat espanyol (n. 1911).[20]
- 2 de desembre, Sabadell: Helena Jubany, periodista i bibliotecària catalana (n. 1974).[21]
- Olot: Joaquim Danés i Llongarriu, metge i escriptor.
- Tortosa: Manuela Delsors Mangrané, pintora catalana (n. 1918).[22]

Categoria principal: Morts el 2001
Resta del món
- 5 de gener, Cambridge, Anglaterra: Elizabeth Anscombe, important filòsofa analítica, deixebla i curadora de l'obra de Wittgenstein.[23]
- 6 de gener, San Pedro Sula: Jaume Alberdi i Cornet, actor i dramaturg.
- 15 de gener, Debrecenː Margit Nagy-Sándor, gimnasta artística hongaresa, medallista olímpica als Jocs de Berlín i de Londres (n. 1921).[24]
- 4 de febrer, París, França: Iannis Xenakis, compositor francès d'origen grec (n. 1922).[25]
- 7 de febrer, 
  - Zollikon: Marianne Breslauer, fotògrafa i marxant alemanya.
  - Vermont: Anne Morrow Lindbergh, escriptora i aviadora nord-americana (n. 1906).[26]
- 8 de març, Londres, Regne Unit: Ninette de Valois, ballarina i coreògrafa irlandesa (n. 1898).[27]
- 21 de març, L'Havana, Cuba: Dora Alonso, escriptora i periodista cubana (n. 1910).[28]
- 22 de març, Los Angeles, Califòrnia, EUA: William Hanna, destacat dibuixant, director i productor de cinema animat nord-americà. Cofundador, juntament amb Joseph Barbera, dels estudis Hanna-Barbera[29] (n. 1910).
- 9 d'abril, Ginebra, Suïssa: Graziella Sciutti, soprano italiana (n. 1927).[30]
- 15 d'abril, Nova York, EUA: Joey Ramone, membre fundador del grup The Ramones i pioner del punk rock (n. 1951).[31]
- 11 de maig, Santa Barbara, Califòrnia: Douglas Adams, escriptor anglès (49 anys).[32]
- 11 de juny, Michoacán: Amalia Mendoza, cantant mexicana de ranxera i mariachi (n. 1923).[33]
- 17 de juny, Palm Desert, Califòrnia (EUA): Donald James Cram, químic estatunidenc, Premi Nobel de Química de l'any 1987 (n. 1919).[34]
- 21 de juny, Los Altos, Califòrnia (EUA): John Lee Hooker, cantant i guitarrista nord-americà.[35]
- 27 de juny, Hèlsinki: Tove Jansson, escriptora, pintora i il·lustradora finesa d'idioma suec.[36]
- 29 de juny, Londres: Rosemary Biggs, botànica i hematòloga anglesa, que estudià l'hemofília (n. 1912).[37]
- 1 de juliol, 
  - Goxwiller: Hélène de Beauvoir, pintora francesa (n. 1910).[38]
  - Moscou (Rússia): Nikolai Bàssov, físic rus, Premi Nobel de Física de l'any 1964 (n. 1922).[39]
- 3 de juliol, Northampton: Delia Derbyshire, compositora de música concreta, pionera en l'àmbit de la música electrònica (n. 1937).[40]
- 17 de juliol, Idaho: Katharine Graham, editora periodística nord-americana, propietària i editora de The Washington Post (n. 1917).[41]
- 20 de juliol, Múnic: Eva Busch, cantant popular i de cabaret alemanya (n. 1909).[42]
- 23 de juliol, Jackson (Mississipi) (EUA): Eudora Welty, escriptora nord-americana guanyadora del Premi Pulitzer de 1973 (n. 1909).[43]
- 3 d'agost, Antíbol, Françaː Jeanne Loriod, música francesa, virtuosa de l'instrument electrònic de les ones Martenot (n. 1928).[44]
- 13 d'agost, Madrid: Manuel Alvar López, filòleg, dialectòleg i catedràtic castellonenc (78 anys).
- 16 d'agost, Thirunvananthapuram, Kerala, Índia: Anna Mani, física i meteoròloga índia (n. 1918).[45]
- 17 d'agost, Monacia-d'Aullène, Còrsega: François Santoni, polític cors, militant d'A Cuncolta Naziunalista.
- 3 de setembre, Massachusetts: Pauline Kael, influent crítica de cinema estatunidenca.[46]
- 12 de setembre, Madrid: Carmen Rico Godoy, escriptora, periodista i activa feminista espanyola (n. 1939).[47]
- 13 de setembre, Santa Monica, Califòrnia: Dorothy McGuire, actriu estatunidenca del Hollywood dels anys 40 i 50 (n. 1916).[48]
- 2 d'octubre, Baviera, Alemanya: Franz Biebl, compositor alemany.
- 28 d'octubre, Bampton, Oxfordshire: Elizabeth Jennings, bibliotecària, escriptora i poetessa anglesa (n. 1926).[49]
- 29 de novembre, Los Angeles, EUA: George Harrison, músic anglès, guitarrista de The Beatles.
- 17 de desembre, Stuttgart: Martha Mödl, soprano i mezzosoprano alemanya (n. 1912).[50]
- Belgrad: Neda Božinović, antimilitarista.
- 27 de desembre, Santa Cruz (Califòrnia): Helen Rodríguez Trías, pediatra estatunidenca i activista pels drets de les dones.[51]

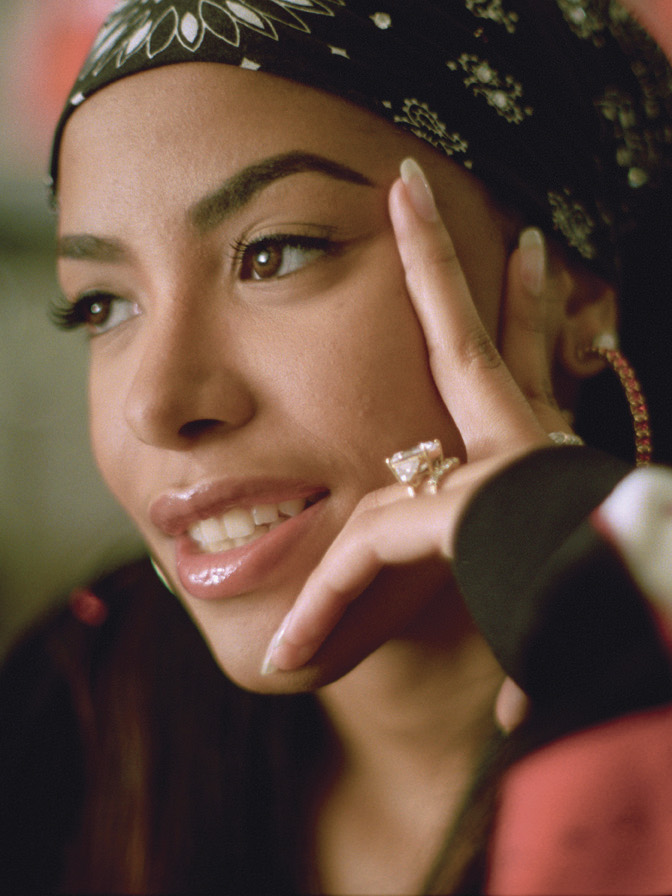
Aaliyah